# 복강병
복강병(영어: celiac disease)은 소장 점막 내 섬모가 소실되거나 변형되어 영양소의 흡수 장애가 생기는 질병이며 밀, 귀리, 오트밀, 보리 등에 함유된 글루텐 단백질에 의한 알레르기 반응으로 일어나는 자가면역질환으로 알려져 있다. 셀리악병이라고도 한다. 모든 연령대에서 나타날 수 있으나 거의 대부분 소아기와 청소년기에 발병한다. 발병률은 0.5-1% 정도로 추정되며, 지난 수십년간 증가하고 있다. 그러나 분당서울대병원 소아청소년과 양혜란 교수는 “최근에 성인에서 한 건 정도가 보고된 것 외에는 사례가 없다”며 “국내 뿐 아니라 아시아권은 유전이 원인인 복강병이 극히 드물다.”고 말했다.

## 증상
글루텐의 섭취로 염증성 장염이 유발된다. 면역 반응으로 장의 융모 구조가 파괴되고 평평해지면서 영양소의 흡수불량이 초래된다. 흡수불량으로 인해 영양불량, 체중감량, 복부팽만, 설사 등이 유발되며, 특히 소아의 경우 그 영향은 더 심각해서 성장과 발달 지연이 초래될 수 있다.

## 원인
원인은 확실하게 밝혀지지는 않았지만 대부분의 환자들에서 밀, 보리, 맥아, 호밀에 들어 있는 단백질 성분인 글루텐이 없는 식사를 할 경우에 증상이 완화되며, 많은 예에서 가족성(familial tendency)임을 나타낸다.

## 진단
복강병은 유아기에 발견할 수 있으나 증상이 워낙 다양해 10년 이상 질환을 겪어도 본인이 복강병인지 모르는 경우도 많기 때문에 글루텐 알레르기가 의심되는 경우 정확한 진단을 해보는 것이 중요하다. 하지만 복강병에 대한 자가진단을 해서는 안된다. 콜럼비아 대학교 ‘복강병 센터’의 Peter H.R. Green 박사는 “복강병의 3/4이 뚜렷한 증상이 없다”고 말했다. 증상(설사, 복통, 가스 참)을 가진 환자도 확실한 진단을 받기 어렵고, 과민성대장증후군이나 빈혈 또는 스트레스 등으로 잘못 진단되기도 한다. 따라서 의사 처방 없이 글루텐프리 식사를 하는 것은 권장하지 않는다. 섣부른 글루텐프리 식사는 오히려 오진의 가능성을 높이게 된다.

## 치료
글루텐 프리 식사가 중요한 의학적 치료 방법의 일환으로 생각되며, 대부분의 경우 글루텐을 섭취하지 않으면 증상과 소장 조직이 호전된다. 복강병 때문에 글루텐프리 식사를 하는 환자는 평생 밀, 보리, 호밀을 식사에서 제외해야 하며, 호밀로 만든 맥주와 밀 고추장과 간장 등과 같은 식품도 먹지 말아야 한다.

## 같이 보기
- 열대성 스푸루(tropical sprue) - 비슷한 질환